# Liste der italienischen Fußballmeister

Der scudetto, Trikotabzeichen des amtierenden Meisters.

Die Liste der italienischen Fußballmeister listet alle Meister und Vizemeister der italienischen Fußballmeisterschaft seit 1898 auf sowie seit 1924 alle Torschützenkönige der jeweiligen Spielzeit.
Der Meistertitel der Serie A wird umgangssprachlich als scudetto (deutsch „kleiner Schild“) bezeichnet, nach einem schildförmigen Abzeichen in den italienischen Nationalfarben, das der amtierende Meister in der Folgesaison auf dem Trikot trägt.
Die formelle Bezeichnung des Meisters lautet Campione d'Italia di calcio. Die Liste aller Meister heißt Albo d'oro (wörtlich etwa „Die Ehrenliste“).

## Italienische Meister seit 1898
| Saison    | Meister                                                                       | Vizemeister                                      | Torschützenkönig(e)                                                                          |
| --------- | ----------------------------------------------------------------------------- | ------------------------------------------------ | -------------------------------------------------------------------------------------------- |
| 1898      | CFC Genua                                                                     | Internazionale Torino                            |                                                                                              |
| 1899      | CFC Genua (2)                                                                 | Internazionale Torino                            |                                                                                              |
| 1900      | CFC Genua (3)                                                                 | FC Torinese                                      |                                                                                              |
| 1901      | AC Mailand                                                                    | CFC Genua                                        |                                                                                              |
| 1902      | CFC Genua (4)                                                                 | AC Mailand                                       |                                                                                              |
| 1903      | CFC Genua (5)                                                                 | Juventus Turin                                   |                                                                                              |
| 1904      | CFC Genua (6)                                                                 | Juventus Turin                                   |                                                                                              |
| 1905      | Juventus Turin                                                                | CFC Genua                                        |                                                                                              |
| 1906      | AC Mailand (2)                                                                | Juventus Turin                                   |                                                                                              |
| 1907      | AC Mailand (3)                                                                | FC Turin                                         |                                                                                              |
| 1908      | SG Pro Vercelli                                                               | US Milanese                                      |                                                                                              |
| 1909      | SG Pro Vercelli (2)                                                           | US Milanese                                      |                                                                                              |
| 1909/10   | Inter Mailand                                                                 | SG Pro Vercelli                                  |                                                                                              |
| 1910/11   | SG Pro Vercelli (3)                                                           | Vicenza Calcio                                   |                                                                                              |
| 1911/12   | SG Pro Vercelli (4)                                                           | SSC Venedig                                      |                                                                                              |
| 1912/13   | SG Pro Vercelli (5)                                                           | Lazio Rom                                        |                                                                                              |
| 1913/14   | AS Casale (1)                                                                 | Lazio Rom                                        |                                                                                              |
| 1914/15   | CFC Genua (7)                                                                 | Pisa SC                                          |                                                                                              |
| 1916–1919 | kein Ligabetrieb aufgrund des Ersten Weltkriegs                               | kein Ligabetrieb aufgrund des Ersten Weltkriegs  | kein Ligabetrieb aufgrund des Ersten Weltkriegs                                              |
| 1919/20   | Inter Mailand (2)                                                             | US Livorno                                       |                                                                                              |
| 1920/21   | SG Pro Vercelli (6)                                                           | Pisa SC                                          |                                                                                              |
| 1921/22   | SG Pro Vercelli (7) (CCI) US Novese (1) (FIGC) (zwei konkurrierende Verbände) | CFC Genua SG Sampierdarenese                     |                                                                                              |
| 1922/23   | CFC Genua (8)                                                                 | Lazio Rom                                        |                                                                                              |
| 1923/24   | CFC Genua (9)                                                                 | FC Savoia                                        | Heinrich Schönfeld (FBC Turin, 22)                                                           |
| 1924/25   | FC Bologna                                                                    | Alba Roma                                        | Mario Magnozzi (Livorno, 19)                                                                 |
| 1925/26   | Juventus Turin (2)                                                            | Alba Roma                                        | Ferenc Hirzer (Juventus Turin, 35)                                                           |
| 1926/27   | kein Titel vergeben                                                           |                                                  | Anton Powolny (Inter Mailand, 22)                                                            |
| 1927/28   | FBC Turin                                                                     | CFC Genua                                        | Julio Libonatti (FBC Turin, 35)                                                              |
| 1928/29   | AGC Bologna (2)                                                               | FBC Turin                                        | Gino Rossetti (FBC Turin, 36)                                                                |
| 1929/30   | Ambrosiana-Inter (3)                                                          | CFC Genua                                        | Giuseppe Meazza (Ambrosiana-Inter, 31)                                                       |
| 1930/31   | Juventus Turin (3)                                                            | AS Rom                                           | Rodolfo Volk (AS Rom, 29)                                                                    |
| 1931/32   | Juventus Turin (4)                                                            | FC Bologna                                       | Pedro Petrone (AC Florenz, 25) Angelo Schiavio (AGC Bologna, 25)                             |
| 1932/33   | Juventus Turin (5)                                                            | Ambrosiana-Inter                                 | Felice Borel (Juventus Turin, 29)                                                            |
| 1933/34   | Juventus Turin (6)                                                            | Ambrosiana-Inter                                 | Felice Borel (Juventus Turin, 32)                                                            |
| 1934/35   | Juventus Turin (7)                                                            | Ambrosiana-Inter                                 | Enrique Guaita (AS Rom, 28)                                                                  |
| 1935/36   | AGC Bologna (3)                                                               | AS Rom                                           | Giuseppe Meazza (Ambrosiana-Inter, 25)                                                       |
| 1936/37   | AGC Bologna (4)                                                               | Lazio Rom                                        | Silvio Piola (Lazio Rom, 21)                                                                 |
| 1937/38   | Ambrosiana-Inter (4)                                                          | Juventus Turin                                   | Giuseppe Meazza (Ambrosiana-Inter, 20)                                                       |
| 1938/39   | AGC Bologna (5)                                                               | AC Turin                                         | Aldo Boffi (AC Mailand, 19) Ettore Puricelli (AGC Bologna, 19)                               |
| 1939/40   | Ambrosiana-Inter (5)                                                          | AGC Bologna                                      | Aldo Boffi (AC Mailand, 24)                                                                  |
| 1940/41   | AGC Bologna (6)                                                               | Ambrosiana-Inter                                 | Ettore Puricelli (AGC Bologna, 22)                                                           |
| 1941/42   | AS Rom                                                                        | AC Turin                                         | Aldo Boffi (AC Mailand, 22)                                                                  |
| 1942/43   | AC Turin (2)                                                                  | US Livorno                                       | Silvio Piola (Lazio Rom, 21)                                                                 |
| 1943–1945 | kein Ligabetrieb aufgrund des Zweiten Weltkriegs                              | kein Ligabetrieb aufgrund des Zweiten Weltkriegs | kein Ligabetrieb aufgrund des Zweiten Weltkriegs                                             |
| 1945/46   | AC Turin (3)                                                                  | Juventus Turin                                   | Eusebio Castigliano (AC Turin, 13)                                                           |
| 1946/47   | AC Turin (4)                                                                  | Juventus Turin                                   | Valentino Mazzola (AC Turin, 29)                                                             |
| 1947/48   | AC Turin (5)                                                                  | AC Mailand                                       | Giampiero Boniperti (Juventus Turin, 27)                                                     |
| 1948/49   | AC Turin (6)                                                                  | Inter Mailand                                    | István Nyers (Inter Mailand, 26)                                                             |
| 1949/50   | Juventus Turin (8)                                                            | AC Mailand                                       | Gunnar Nordahl (AC Mailand, 35)                                                              |
| 1950/51   | AC Mailand (4)                                                                | Inter Mailand                                    | Gunnar Nordahl (AC Mailand, 34)                                                              |
| 1951/52   | Juventus Turin (9)                                                            | AC Mailand                                       | John Hansen (Juventus Turin, 30)                                                             |
| 1952/53   | Inter Mailand (6)                                                             | Juventus Turin                                   | Gunnar Nordahl (AC Mailand, 26)                                                              |
| 1953/54   | Inter Mailand (7)                                                             | Juventus Turin                                   | Gunnar Nordahl (AC Mailand, 23)                                                              |
| 1954/55   | AC Mailand (5)                                                                | Udinese Calcio                                   | Gunnar Nordahl (AC Mailand, 27)                                                              |
| 1955/56   | AC Florenz                                                                    | AC Mailand                                       | Gino Pivatelli (FC Bologna, 29)                                                              |
| 1956/57   | AC Mailand (6)                                                                | AC Florenz                                       | Dino da Costa (AS Rom, 22)                                                                   |
| 1957/58   | Juventus Turin (10)                                                           | AC Florenz                                       | John Charles (Juventus Turin, 28)                                                            |
| 1958/59   | AC Mailand (7)                                                                | AC Florenz                                       | Antonio Angelillo (Inter Mailand, 33)                                                        |
| 1959/60   | Juventus Turin (11)                                                           | AC Florenz                                       | Omar Sívori (Juventus Turin, 27)                                                             |
| 1960/61   | Juventus Turin (12)                                                           | AC Mailand                                       | Sergio Brighenti (Sampdoria Genua, 27)                                                       |
| 1961/62   | AC Mailand (8)                                                                | Inter Mailand                                    | José Altafini (AC Mailand, 22) Aurelio Milani (AC Florenz, 22)                               |
| 1962/63   | Inter Mailand (8)                                                             | Juventus Turin                                   | Pedro Manfredini (AS Rom, 19) Harald Nielsen (FC Bologna, 19)                                |
| 1963/64   | FC Bologna (7)                                                                | Inter Mailand                                    | Harald Nielsen (FC Bologna, 21)                                                              |
| 1964/65   | Inter Mailand (9)                                                             | AC Mailand                                       | Sandro Mazzola (Inter Mailand, 17) Alberto Orlando (AC Florenz, 17)                          |
| 1965/66   | Inter Mailand (10)                                                            | FC Bologna                                       | Luís Vinício (Vicenza Calcio, 25)                                                            |
| 1966/67   | Juventus Turin (13)                                                           | Inter Mailand                                    | Luigi Riva (US Cagliari, 18)                                                                 |
| 1967/68   | AC Mailand (9)                                                                | SSC Neapel                                       | Pierino Prati (AC Mailand, 15)                                                               |
| 1968/69   | AC Florenz (2)                                                                | US Cagliari                                      | Luigi Riva (US Cagliari, 20)                                                                 |
| 1969/70   | US Cagliari                                                                   | Inter Mailand                                    | Luigi Riva (US Cagliari, 21)                                                                 |
| 1970/71   | Inter Mailand (11)                                                            | AC Mailand                                       | Roberto Boninsegna (Inter Mailand, 24)                                                       |
| 1971/72   | Juventus Turin (14)                                                           | AC Mailand                                       | Roberto Boninsegna (Inter Mailand, 22)                                                       |
| 1972/73   | Juventus Turin (15)                                                           | AC Mailand                                       | Paolino Pulici (AC Turin 17) Gianni Rivera (AC Mailand 17) Giuseppe Savoldi (FC Bologna, 17) |
| 1973/74   | Lazio Rom                                                                     | Juventus Turin                                   | Giorgio Chinaglia (Lazio Rom, 24)                                                            |
| 1974/75   | Juventus Turin (16)                                                           | SSC Neapel                                       | Paolino Pulici (AC Turin, 18)                                                                |
| 1975/76   | AC Turin (7)                                                                  | Juventus Turin                                   | Paolino Pulici (AC Turin, 21)                                                                |
| 1976/77   | Juventus Turin (17)                                                           | AC Turin                                         | Francesco Graziani (AC Turin, 21)                                                            |
| 1977/78   | Juventus Turin (18)                                                           | Lanerossi Vicenza                                | Paolo Rossi (Lanerossi Vicenza, 24)                                                          |
| 1978/79   | AC Mailand (10)                                                               | AC Perugia                                       | Bruno Giordano (Lazio Rom, 19)                                                               |
| 1979/80   | Inter Mailand (12)                                                            | Juventus Turin                                   | Roberto Bettega (Juventus Turin, 16)                                                         |
| 1980/81   | Juventus Turin (19)                                                           | AS Rom                                           | Roberto Pruzzo (AS Rom, 18)                                                                  |
| 1981/82   | Juventus Turin (20)                                                           | AC Florenz                                       | Roberto Pruzzo (AS Rom, 15)                                                                  |
| 1982/83   | AS Rom (2)                                                                    | Juventus Turin                                   | Michel Platini (Juventus Turin, 16)                                                          |
| 1983/84   | Juventus Turin (21)                                                           | AS Rom                                           | Michel Platini (Juventus Turin, 20)                                                          |
| 1984/85   | Hellas Verona                                                                 | FC Turin                                         | Michel Platini (Juventus Turin, 18)                                                          |
| 1985/86   | Juventus Turin (22)                                                           | AS Rom                                           | Roberto Pruzzo (AS Rom, 19)                                                                  |
| 1986/87   | SSC Neapel                                                                    | Juventus Turin                                   | Pietro Paolo Virdis (AC Mailand, 17)                                                         |
| 1987/88   | AC Mailand (11)                                                               | SSC Neapel                                       | Diego Maradona (SSC Neapel, 15)                                                              |
| 1988/89   | Inter Mailand (13)                                                            | SSC Neapel                                       | Aldo Serena (Inter Mailand, 22)                                                              |
| 1989/90   | SSC Neapel (2)                                                                | AC Mailand                                       | Marco van Basten (AC Mailand, 19)                                                            |
| 1990/91   | Sampdoria Genua                                                               | AC Mailand                                       | Gianluca Vialli (Sampdoria Genua, 17)                                                        |
| 1991/92   | AC Mailand (12)                                                               | Juventus Turin                                   | Marco van Basten (AC Mailand, 25)                                                            |
| 1992/93   | AC Mailand (13)                                                               | Inter Mailand                                    | Giuseppe Signori (Lazio Rom, 26)                                                             |
| 1993/94   | AC Mailand (14)                                                               | Juventus Turin                                   | Giuseppe Signori (Lazio Rom, 23)                                                             |
| 1994/95   | Juventus Turin (23)                                                           | Lazio Rom                                        | Gabriel Batistuta (AC Florenz, 26)                                                           |
| 1995/96   | AC Mailand (15)                                                               | Juventus Turin                                   | Giuseppe Signori (Lazio Rom, 24) Igor Protti (AS Bari, 24)                                   |
| 1996/97   | Juventus Turin (24)                                                           | AC Parma                                         | Filippo Inzaghi (Atalanta Bergamo, 24)                                                       |
| 1997/98   | Juventus Turin (25)                                                           | Inter Mailand                                    | Oliver Bierhoff (Udinese Calcio, 27)                                                         |
| 1998/99   | AC Mailand (16)                                                               | Lazio Rom                                        | Márcio Amoroso (Udinese Calcio, 22)                                                          |
| 1999/2000 | Lazio Rom (2)                                                                 | Juventus Turin                                   | Andrij Schewtschenko (AC Mailand, 24)                                                        |
| 2000/01   | AS Rom (3)                                                                    | Juventus Turin                                   | Hernán Crespo (Lazio Rom, 26)                                                                |
| 2001/02   | Juventus Turin (26)                                                           | AS Rom                                           | David Trezeguet (Juventus Turin, 24) Dario Hübner (Piacenza Calcio, 24)                      |
| 2002/03   | Juventus Turin (27)                                                           | Inter Mailand                                    | Christian Vieri (Inter Mailand, 24)                                                          |
| 2003/04   | AC Mailand (17)                                                               | AS Rom                                           | Andrij Schewtschenko (AC Mailand, 24)                                                        |
| 2004/05   | Juventus Turin                                                                | AC Mailand                                       | Cristiano Lucarelli (AS Livorno, 24)                                                         |
| 2005/06   | Inter Mailand (14)                                                            | AS Rom                                           | Luca Toni (AC Florenz, 31)                                                                   |
| 2006/07   | Inter Mailand (15)                                                            | AS Rom                                           | Francesco Totti (AS Rom, 26)                                                                 |
| 2007/08   | Inter Mailand (16)                                                            | AS Rom                                           | Alessandro Del Piero (Juventus Turin, 21)                                                    |
| 2008/09   | Inter Mailand (17)                                                            | Juventus Turin                                   | Zlatan Ibrahimović (Inter Mailand, 25)                                                       |
| 2009/10   | Inter Mailand (18)                                                            | AS Rom                                           | Antonio Di Natale (Udinese Calcio, 29)                                                       |
| 2010/11   | AC Mailand (18)                                                               | Inter Mailand                                    | Antonio Di Natale (Udinese Calcio, 28)                                                       |
| 2011/12   | Juventus Turin (28)                                                           | AC Mailand                                       | Zlatan Ibrahimović (AC Mailand, 28)                                                          |
| 2012/13   | Juventus Turin (29)                                                           | SSC Neapel                                       | Edinson Cavani (SSC Neapel, 29)                                                              |
| 2013/14   | Juventus Turin (30)                                                           | AS Rom                                           | Ciro Immobile (FC Turin, 22)                                                                 |
| 2014/15   | Juventus Turin (31)                                                           | AS Rom                                           | Mauro Icardi (Inter Mailand, 22) Luca Toni (Hellas Verona, 22)                               |
| 2015/16   | Juventus Turin (32)                                                           | SSC Neapel                                       | Gonzalo Higuaín (SSC Neapel, 36)                                                             |
| 2016/17   | Juventus Turin (33)                                                           | AS Rom                                           | Edin Džeko (AS Rom, 29)                                                                      |
| 2017/18   | Juventus Turin (34)                                                           | SSC Neapel                                       | Mauro Icardi (Inter Mailand, 29) Ciro Immobile (Lazio Rom, 29)                               |
| 2018/19   | Juventus Turin (35)                                                           | SSC Neapel                                       | Fabio Quagliarella (Sampdoria Genua, 26)                                                     |
| 2019/20   | Juventus Turin (36)                                                           | Inter Mailand                                    | Ciro Immobile (Lazio Rom, 36)                                                                |
| 2020/21   | Inter Mailand (19)                                                            | AC Mailand                                       | Cristiano Ronaldo (Juventus Turin, 29)                                                       |
| 2021/22   | AC Mailand (19)                                                               | Inter Mailand                                    | Ciro Immobile (Lazio Rom, 27)                                                                |
| 2022/23   | SSC Neapel (3)                                                                | Lazio Rom                                        | Victor Osimhen (SSC Neapel, 26)                                                              |
| 2023/24   | Inter Mailand (20)                                                            | AC Mailand                                       | Lautaro Martínez (Inter Mailand, 24)                                                         |
| 2024/25   | SSC Neapel (4)                                                                | Inter Mailand                                    | Mateo Retegui (Atalanta Bergamo, 25)                                                         |

## Titel nach Vereinen
Für jeden zehnten Meistertitel (scudetto) darf ein Verein einen Stern im Wappen und auf dem Trikot tragen. Zu den erfolgreichsten Vereinen der Liga gehören demnach Juventus Turin mit 36 Meisterschaften und damit drei Sternen sowie die beiden Mailänder Vereine Inter Mailand 
mit 20 Meisterschaften und zwei Sternen und AC Mailand mit 19 Meisterschaften und einem Stern.
| Meistertitel | Meistertitel    | Meistertitel | Meistertitel | Meistertitel |
|              | Verein          | Titel        | Vizemeister  | Saison |
| ------------ | --------------- | ------------ | ------------ | --- |
|              | Juventus Turin  | 36           | 21           | 1905, 1925/26, 1930/31, 1931/32, 1932/33, 1933/34, 1934/35, 1949/50, 1951/52, 1957/58, 1959/60, 1960/61, 1966/67, 1971/72, 1972/73, 1974/75, 1976/77, 1977/78, 1980/81, 1981/82, 1983/84, 1985/86, 1994/95, 1996/97, 1997/98, 2001/02, 2002/03, 2011/12, 2012/13, 2013/14, 2014/15, 2015/16, 2016/17, 2017/18, 2018/19, 2019/20 |
|              | Inter Mailand   | 20           | 17           | 1909/10, 1919/20, 1929/30, 1937/38, 1939/40, 1952/53, 1953/54, 1962/63, 1964/65, 1965/66, 1970/71, 1979/80, 1988/89, 2005/06, 2006/07, 2007/08, 2008/09, 2009/10, 2020/21, 2023/24 |
|              | AC Mailand      | 19           | 17           | 1901, 1906, 1907, 1950/51, 1954/55, 1956/57, 1958/59, 1961/62, 1967/68, 1978/79, 1987/88, 1991/92, 1992/93, 1993/94, 1995/96, 1998/99, 2003/04, 2010/11, 2021/22 |
|              | CFC Genua       | 9            | 4            | 1898, 1899, 1900, 1902, 1903, 1904, 1914/15, 1922/23, 1923/24 |
|              | FC Turin        | 7            | 8            | 1927/28, 1942/43, 1945/46, 1946/47, 1947/48, 1948/49, 1975/76 |
|              | FC Bologna      | 7            | 4            | 1924/25, 1928/29, 1935/36, 1936/37, 1938/39, 1940/41, 1963/64 |
|              | FC Pro Vercelli | 7            | 1            | 1908, 1909, 1910/11, 1911/12, 1912/13, 1920/21, 1921/22 |
|              | SSC Neapel      | 4            | 8            | 1986/87, 1989/90, 2022/23, 2024/25 |
|              | AS Rom          | 3            | 14           | 1941/42, 1982/83, 2000/01 |
|              | Lazio Rom       | 2            | 6            | 1973/74, 1999/2000 |
|              | AC Florenz      | 2            | 5            | 1955/56, 1968/69 |
|              | Cagliari Calcio | 1            | 1            | 1969/70 |
|              | AS Casale       | 1            | -            | 1913/14 |
|              | Sampdoria Genua | 1            | -            | 1990/91 |
|              | US Novese       | 1            | -            | 1921/22 |
|              | Hellas Verona   | 1            | -            | 1984/85 |

## Titel nach Stadt
| Titel nach Stadt  | Titel nach Stadt | Titel nach Stadt                    |
| Stadt             | Titel            | Vereine                             |
| ----------------- | ---------------- | ----------------------------------- |
| Turin             | 43               | Juventus Turin (36), FC Turin (7)   |
| Mailand           | 39               | Inter Mailand (20), AC Mailand (19) |
| Genua             | 10               | CFC Genua (9), Sampdoria Genua (1)  |
| Bologna           | 7                | FC Bologna (7)                      |
| Vercelli          | 7                | FC Pro Vercelli (7)                 |
| Rom               | 5                | AS Rom (3), Lazio Rom (2)           |
| Neapel            | 4                | SSC Neapel (4)                      |
| Florenz           | 2                | AC Florenz (2)                      |
| Cagliari          | 1                | Cagliari Calcio (1)                 |
| Casale Monferrato | 1                | AS Casale (1)                       |
| Novi Ligure       | 1                | US Novese (1)                       |
| Verona            | 1                | Hellas Verona (1)                   |

## Titel nach Region
| Titel nach Region | Titel nach Region | Titel nach Region                                                                    |
| Region            | Titel             | Vereine                                                                              |
| ----------------- | ----------------- | ------------------------------------------------------------------------------------ |
| Piemont           | 52                | Juventus Turin (36), FC Turin (7), FC Pro Vercelli (7), AS Casale (1), US Novese (1) |
| Lombardei         | 39                | Inter Mailand (20), AC Mailand (19)                                                  |
| Ligurien          | 10                | CFC Genua (9), Sampdoria Genua (1)                                                   |
| Emilia-Romagna    | 7                 | FC Bologna (7)                                                                       |
| Latium            | 5                 | AS Rom (3), Lazio Rom (2)                                                            |
| Kampanien         | 4                 | SSC Neapel (4)                                                                       |
| Toskana           | 2                 | AC Florenz (2)                                                                       |
| Sardinien         | 1                 | Cagliari Calcio (1)                                                                  |
| Venetien          | 1                 | Hellas Verona (1)                                                                    |